# دیوید مونتلئونه (بازیکن فوتبال)
دیوید مونتلئونه (انگلیسی: Davide Monteleone؛ زادهٔ ۲۵ سپتامبر ۱۹۹۵) بازیکن فوتبال است.
از باشگاه‌هایی که در آن بازی کرده‌است می‌توان به باشگاه فوتبال پادوا و باشگاه فوتبال پالرمو اشاره کرد.
وی همچنین در تیم‌های ملی فوتبال زیر ۱۸ سال ایتالیا و زیر ۱۹ سال ایتالیا بازی کرده‌است.